# Ciclone Gamede
O ciclone tropical intenso Gamede (designação do JTWC: 15S; também conhecido simplesmente como ciclone Gamede) está entre os ciclones tropicais mais chuvosos da história, causando mais de 5,5 m (5.500 mm) de chuva num período de move dias na ilha de Reunião no Oceano Índico sudoeste. Sendo o sétimo sistema tropical nomeado da temporada de ciclones no Oceano Índico sudoeste de 2006-07, Gamede formou-se em 20 de Fevereiro como uma depressão tropical ao sul de Diego Garcia. O sistema seguiu para oeste e intensificou-se continuamente, passando a noroeste de Maurício e Reunião como um grande, mas "moderadamente" um ciclone tropical intenso. Por quatro dias, o ciclone permaneceu a cerca de 400 km de Reunião antes de começar a seguir mais velozmente para o sul e em 3 de Março, Gamede tornou-se um ciclone extratropical ao sul de Madagascar.
Gamede quebrou recordes conseguidos 27 anos antes pelo Ciclone Hyacinthe quanto à precipitação acumulada entre três e nove dias. As chuvas torrenciais causaram danos moderados em Reunião e na região sul da ilha, uma ponte foi destruída pela enxurrada. Duas pessoas morreram em Maurício e outras duas em Reunião. O nome Gamede foi submetida à lista de nomes de ciclones tropicais, gerenciada pela Organização Meteorológica Mundial pela África do Sul.

## História meteorológica

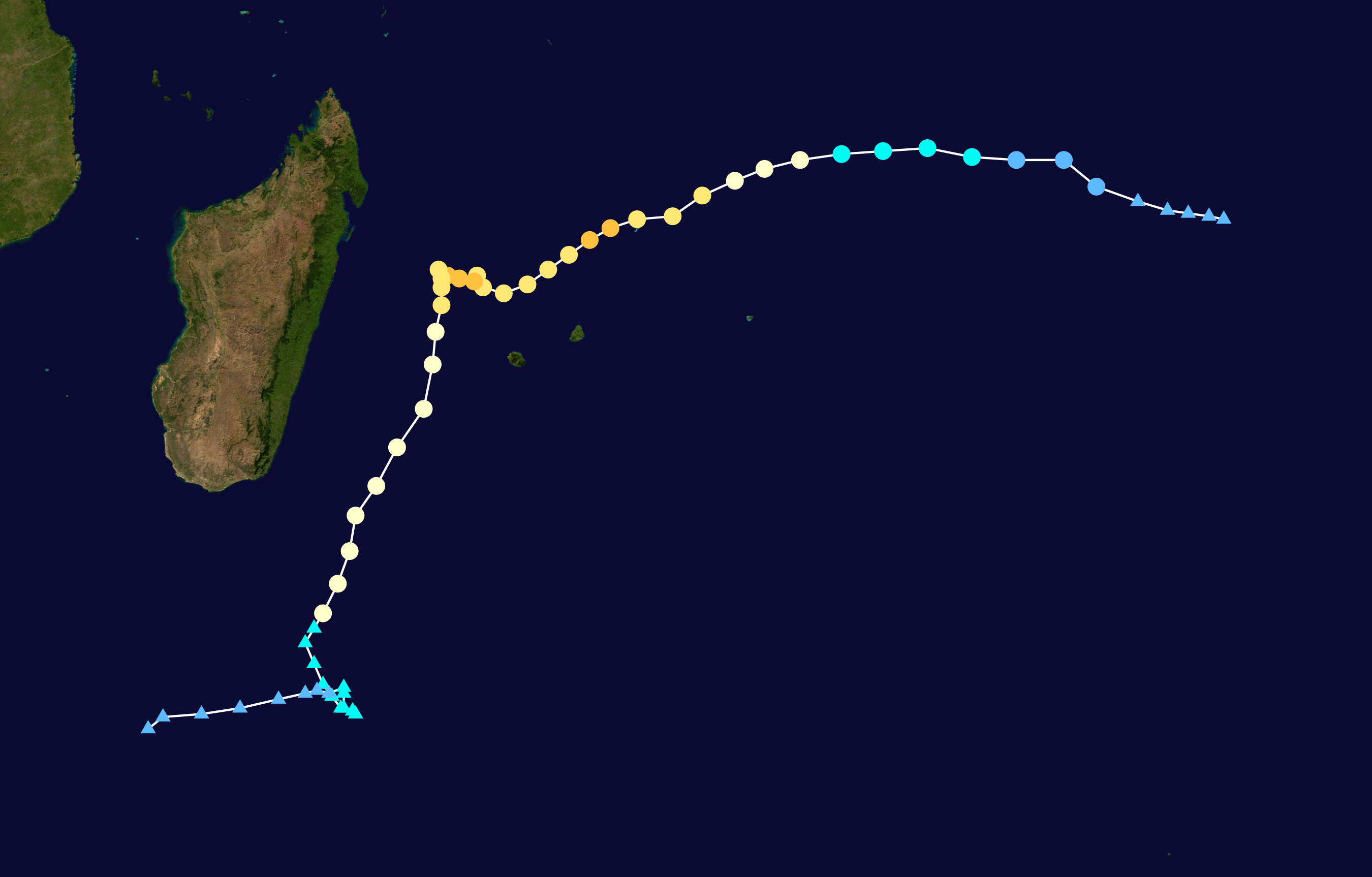
O caminho de Gamede

Em 19 de Fevereiro, uma área de convecção persistia sobre um centro ciclônico fraco, mas bem definido, a cerca de 1.130 km a sudeste de Diego Garcia. O sistema desenvolveu rapidamente áreas de tempestade, e tornou-se uma perturbação tropical. Localizado abaixo de um anticiclone, o sistema estava numa região com baixo cisalhamento do vento e apresentava exaustão favorável. Com uma alta subtropical ao seu sul, a perturbação seguiu rapidamente para oeste. No começo da madrugada de 20 de Fevereiro, a Météo-France (MFR) classificou o sistema como a depressão tropical Dez e mais tarde naquele dia o Joint Typhoon Warning Center (JTWC) emitiu um alerta de formação de ciclone tropical assim que as áreas de convecção começaram a se organizar. O sistema fortaleceu-se mais, atingindo a intensidade de uma tempestade tropical moderada no começo da madrugada de 21 de Fevereiro. Seis horas depois, a MFR atribuiu o nome Gamede enquanto o centro do ciclone estava localizado a cerca de 785 km a sul-sudoeste de Diego Garcia, ou a cerca de 995 km a nordeste de Rodrigues.
Após ganhar o nome, gamede intensificou-se rapidamente e o JTWC atribuiu ventos máximos sustentados ao sistema de 75 km/h no começo da madrugada de 22 de Fevereiro. Assim que o ciclone começou a seguir para oeste-sudoeste, um olho começou a ficar evidente em imagens de satélite e o JTWC classificou o ciclone para o status de ciclone tropical, equivalente a um furacão mínimo. Logo em seguida, a tendência de rápida intensificação diminuiu ligeiramente devido à restrição da exaustão de altos níveis do sistema. A meia-noite (UTC) de 23 de Fevereiro, a MFR classificou Gamede como um ciclone tropical (i. e. furacão). Logo em seguida, Gamede passou sobre a Ilha de Saint Bradon. Alguns momentos depois, os fluxos externos ficaram mais bem estabelecidos e o JTWC, de modo não-oficial, estimou que Gamede tenha atingido o pico de intensidade com ventos máximos sustentados de 185 km/h no final da noite de 23 de Fevereiro, a cerca de 400 km a norte-nordeste da ilha de Maurício. Inicialmente, foi previsto que Gamede iria se intensificar mais, embora o ciclone tenha se enfraquecido ligeiramente quando um cavado próximo de altos níveis restringiu os fluxos externos associados ao sistema.
O ciclone Gamede continuou como um sistema grande e em 24 de Fevereiro, o sistema produzia ventos com intensidade de "perto de ventania" na escala de Beaufort a mais de 615 km a sudeste de seu centro. Mais tarde naquele dia, o centro de Gamede passou a cerca de 300 km ao norte de Reunião, a sua maior aproximação em relação à ilha. Por mais de 90 horas, o ciclone manteve-se a cerca de 40 km da ilha, resultando em chuvas torrenciais nas regiões montanhosas da ilha. Imagens de radar na ilha indicavam que Gamede mantinha um olho com 60 a 70 km de diâmetro. Após seguir para sudoeste por vários dias, uma área de alta pressão em fortalecimento ao seu sul mudou seu curso para oeste, antes de Gamede tornar-se quase estacionário. Inicialmente, foi previsto que Gamede iria continuar a seguir para oeste e atingir Madagascar perto de Toamasina. Gamede voltou a se intensificar assim que executava uma pequena volta ciclônica e no final da noite de 25 de Fevereiro, Gamede oficialmente atingiu o pico de intensidade com ventos máximos sustentados de 165 km/h enquanto se localizava a meio caminho entre Reunião e Madagascar. Naquele momento, as rajadas de vento associadas ao ciclone atingiam 230 km/h.

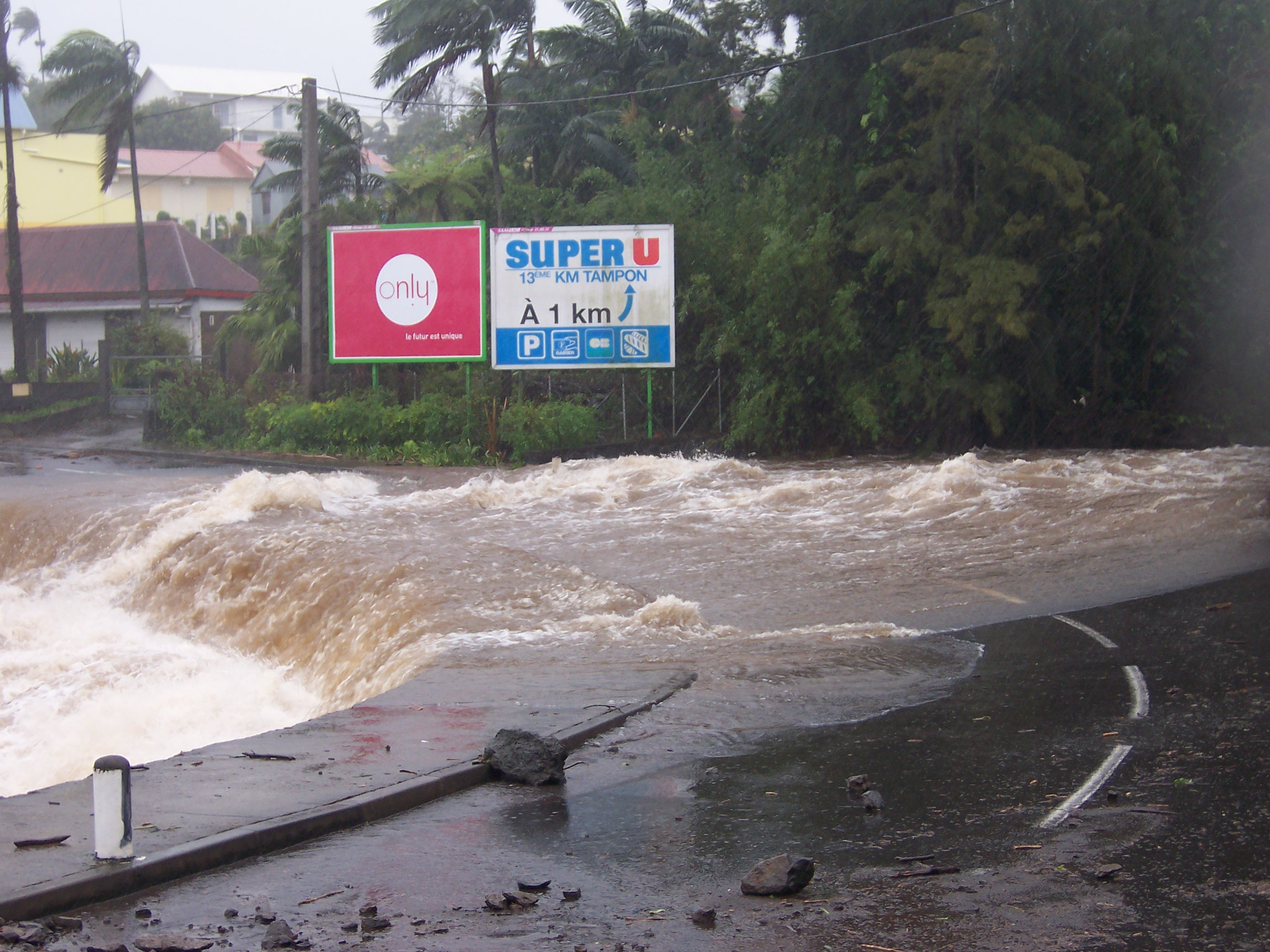
Enchentes causadas por Gamede em Reunião

O ciclone começou a se enfraquecer enquanto permanecia praticamente estacionário, perdendo boa parte de suas áreas de convecção associadas devido ao afloramento, processo em que uma tempestade estacionária agita o oceano onde o sistema está, trazendo as águas frias das regiões mais profundas do oceano para a superfície. Gamede ficou quase estacionário antes de começar a seguir continuamente para sul-sudoeste no final de 26 de Fevereiro. A mudança de curso foi causada pela aproximação de um cavado de médios níveis ao seu sul. Em 28 de Fevereiro, as áreas de convecção começaram a aumentar, reconstruindo a parede do olho assim que o ciclone começou a seguir mais velozmente para o sul, embora tenha voltado a se enfraquecer em 1 de março assim que o cisalhamento do vento aumentou e a temperatura da superfície do mar diminuía gradualmente assim que Gamede seguia para o sul. Gamede enfraqueceu-se para uma tempestade tropical assim que o seu centro ciclônico ficou exposto das principais áreas de convecção e durante a noite de 1 de Março, Gamede começou a sofrer transição extratropical. Após completar a transição, a tempestade ficou novamente praticamente estacionária por cerca de 2 dias, período em que seus ventos diminuíram para uma intensidade menor do que a "ventania" na escala de Beaufort. Gamede enfraqueceu-se para uma área de baixa pressão remanescente e seguiu para oeste até se dissipar completamente em 6 de Março.

## Preparativos
Em Maurício, 200 pessoas procuraram abrigos de emergência devido à ameaça do ciclone. A ilha estava sob um aviso de ciclone classe III por cerca de 36 horas e algumas horas mais tarde, o aviso classe III foi aumentado para classe IV, o que significava que rajadas de vento superiores a 120 km/h eram registrados ou esperados. Antes da tempestade afetar a área, as autoridades em Reunião fecharam as escolas e também declararam a proibição temporária do tráfego terrestre. devido à ameaça do ciclone, vários voos de destino e chegada a Maurício, Reunião e Rodrigues foram cancelados.

## Impactos e recordes
| Duração (horas) | Nome do sistema e ano | Recorde anterior a Gamede | Recorde anterior a Gamede | Total (Gamede) | Total (Gamede) | +/- (em mm) |
| Duração (horas) | Nome do sistema e ano | mm                        | pol                       | mm             | pol            | +/- (em mm) |
| --------------- | --------------------- | ------------------------- | ------------------------- | -------------- | -------------- | ----------- |
| 24              | Denise (1966)         | 1825                      | 71,8                      | 1625           | 64,0           | -200        |
| 48              | Sem nome (1958)       | 2467                      | 97,1                      | 2463           | 97,0           | -4          |
| 72              | Hyacinthe (1980)      | 3240                      | 127,6                     | 3929           | 154,6          | +689        |
| 96              | Hyacinthe (1980)      | 3551                      | 139,8                     | 4869           | 191,7          | +1318       |
| Total           | Hyacinthe (1980)      | 5678                      | 223,5                     | 5512           | 217,0          | -166        |

Ao meio-dia de 23 de Fevereiro, o ciclone Gamede passou diretamente sobre a Ilha de Saint Bradon, onde uma pressão atmosférica de 960 mbar foi registrada.
O ciclone afetou a nação de Maurício em 25 de Fevereiro. Cerca de 70% da população de todo o país ficou sem o fornecimento de eletricidade e algumas infraestruturas frágeis também foram danificadas. Plantações também foram afetados. Apesar dos avisos de permanecer em abrigos fechados, muitas pessoas se aventuraram ao ar livre durante a passagem da tempestade. Gamede matou duas pessoas em Maurício, incluindo uma que se afogou nas ondas fortes.
O grande tamanho do ciclone resultou em vários dias de chuvas torrenciais e contínuas nas regiões montanhosas de Reunião A ilha é a localidade de vários recordes mundiais quanto a chuvas de ciclones tropicais; devido a orografia da ilha, a umidade tropical segue para regiões mais altas da atmosfera devido aos picos vulcânicos, onde se esfria e cai sob a forma de chuvas torrenciais. A maior precipitação acumulada ocorreu em 24 e 28 de Fevereiro. A cratera de Commerson, localizada a uma altitude de 2.300 m, registrou 2.463 mm de chuva de 48 horas, que é um pouco menor do que o recorde mundial alcançado por um ciclone sem nome em Abril de 1958. Gamede também quebrou os recordes mundiais entre três e nove dias, com a precipitação acumulada chegando a 5.512 mm na mesma Cratera de Commerson. O ciclone Hyacinthe em 1980 continua sendo o ciclone tropical mais chuvoso, levando em consideração a precipitação acumulada num período superior a dez dias. Várias localidades na ilha registraram totais de precipitação formidáveis. Num período de 24 horas, Hell-Bourg registrou 1.489 mm e em 72 horas, Cilaos registrou 2.321 mm.

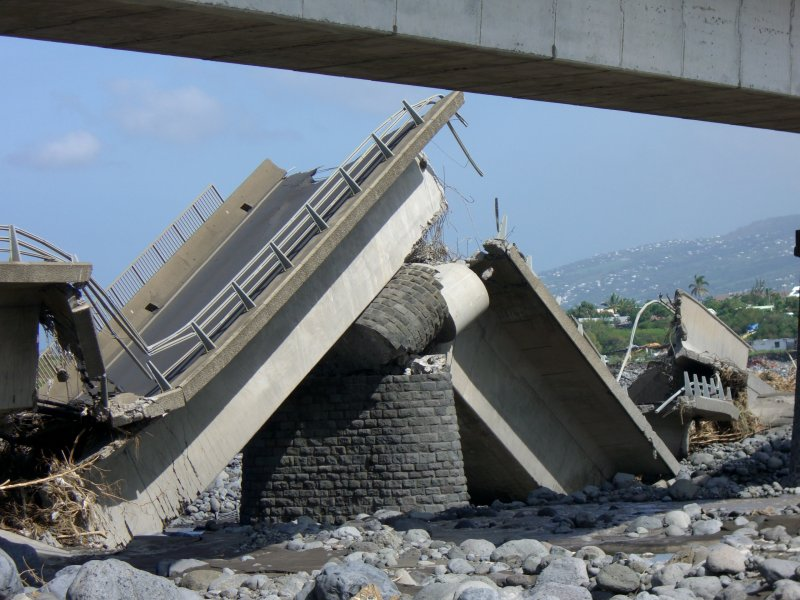
A ponte quebrada sobre o rio Saint-Étienne após a passagem de Gamede

A passagem do ciclone deixou cerca de 80.000 pessoas sem eletricidade ou água potável em Reunião. As chuvas causaram alguns danos devido às enchentes e a combinação de chuvas torrenciais com ventos fortes causaram danos severos à agricultura, incluindo plantações de banana e cana-de-açúcar. Várias rodovias e pontes foram danificadas na ilha. Uma ponte com 520 m de comprimento sobre o rio Saint-Étienne foi destruída perto de Saint Louis, prejuízo estimado em cerca de 20 milhões de euros ($26 milhões de dólares - valores em 2007). A ponte, que tinha um tráfego diário de 50.000 veículos, foi destruída quando o reio transbordou devido às chuvas torrenciais; duas cidades ficaram temporariamente isoladas devido ao incidente.  Duas pessoas morreram em Reunião após tentarem atravessar rios transbordados durante a tempestade. Nove pessoas ficaram feridas na ilha, incluindo duas que ficaram seriamente feridas. Uma rajada de vento de 205 km/h foi registrada na ilha. Em 13 de Junho de 2007, quase quatro meses depois da passagem do ciclone, o governo da França liberou 17,6 milhões de euros em verbas para Reunião como ajuda, incluindo 6,6 milhões para os fazendeiros afetados pelo ciclone. A assistência também proveu 7,7 milhões para a reparação de rodovias e infraestrutura, incluindo para a reconstrução da ponte destruída sobre o rio Saint-Étienne. Imediatamente após a passagem de Gamede, as autoridades usaram os recursos do exército para estabelecer uma ponte área temporária enquanto uma nova ponte estava sendo construída.
Fortes ondas e ventos afetaram um navio de cruzeiro a leste de Madagascar; várias janelas foram quebradas embora nenhuma pessoa ficasse gravemente ferida. O longo da costa leste de Madagascar, Gamede provocou fortes aguaceiros e ventos. Gamede afetou Madagascar pouco depois dos ciclones Bondo, Clovis e Favio terem afetado a ilha, sendo o quarto ciclone a afetar a ilha malgaxe em dois meses.